# Phạm Hồng Lợi
Phạm Hồng Lợi (sinh năm 1950) là một Trung tướng Quân đội nhân dân Việt Nam. Ông từng giữ chức vụ Phó Tổng tham mưu trưởng Quân đội nhân dân Việt Nam từ năm 1998 đến 2008.

## Thân thế và binh nghiệp
Ông Phạm Hồng Lợi từng học tập tại Trường phổ thông Lý Tự Trọng của Khu ủy Khu Tây Nam bộ.
Phạm Hồng Lợi trưởng thành trong kháng chiến chống Mỹ, ông là 1 trong rất nhiều tướng lĩnh xuất thân từ Trung đoàn 1 U Minh, trung đoàn nổi tiếng miền Tây 3 lần anh hùng.
Năm 1973 ông là Đại đội trưởng hỏa lực thuộc trung đoàn U Minh, dưới quyền trung đoàn trưởng Phạm Văn Trà.
Sau 1975 ông tiếp tục chiến đấu ở biên giới Tây Nam, từ tiểu đoàn phó rồi trợ lý tác chiến Trung đoàn 1, sau đó là Trung đoàn phó Trung đoàn 1.Tham mưu phó trưởng ban tác chiến sư đoàn 330 sau đó đi học
Khi rút quân về nước ông là sư đoàn trưởng sư đoàn 330, quân hàm thượng tá.
Giai đoạn cuối những năm 90, ông là phó tư lệnh kiêm tham mưu trưởng Quân khu 9, sau đó ông được điều ra làm phó Tổng tham mưu trưởng quân hàm Trung tướng.
Ông được phong anh hùng LLVTND cùng đợt với Thiếu tướng Nguyễn Thanh Dũng, 1 đồng đội ở Trung đoàn 1 U Minh.